# Rodolfo Massi
Rodolfo Massi (født 17. september 1965 i Corinaldo) er en tidligere italiensk professionel landevejscykelrytter. Han vandt en etape i Giro d'Italia 1996 og Tour de France 1998.